# Szántó Margit (színművész)
Szántó Margit (Réde, 1924. május 25. – Budapest, 2010. január 6.) Jászai Mari-díjas magyar színésznő. Az Állami Déryné Színház alapító tagja.

## Életpályája
Színészi pályáját Erdélyben kezdte 1941-ben. 1943-tól Győrben és Sopronban szerepelt. 1945-től három évadot a Pécsi Nemzeti Színházban töltött. 1948-tól a Miskolci Nemzeti Színházhoz szerződött. 1951-től az egykori Faluszínház alapító tagjai közé tartozott, majd a jogutód Állami Déryné Színház illetve később a Népszínház társulatának vezetője volt 1978-ig. Sokoldalú színésznő: operettekben, intrikus vagy drámai szerepekben egyaránt fellépett, legnagyobb sikereit azonban komikaként aratta. 1968-ban Jászai Mari-díjat kapott.
Férje: Hetés György színész, szobrász, éremművész volt.

## Fontosabb színházi szerepei
- Molière: A fösvény... Claudené
- Szophoklész: Antigoné... Eurüdiké

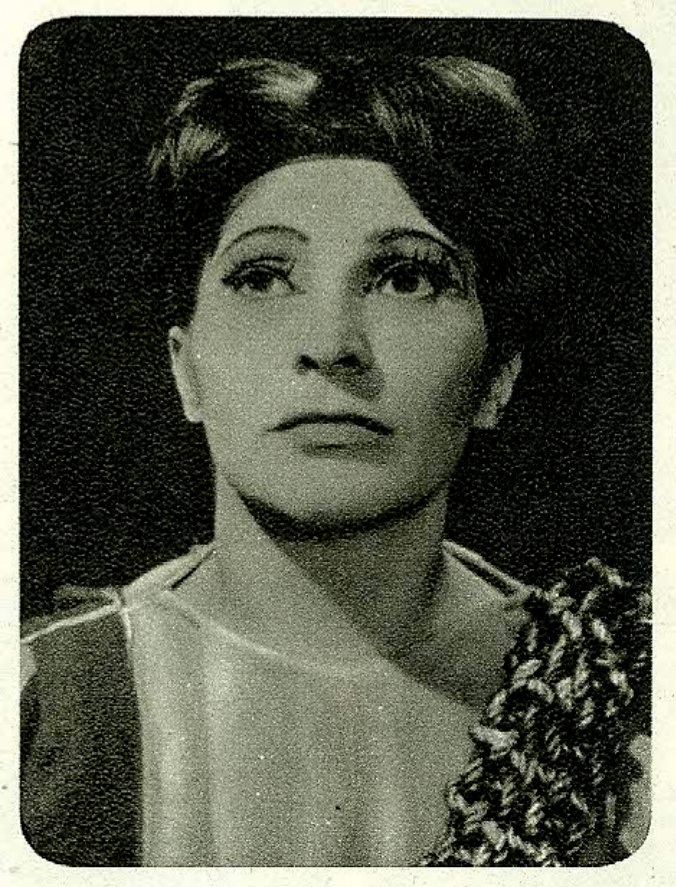
Eurüdiké szerepében (Szophoklész: Antigoné - Állami Déryné Színház)

- Victorien Sardou: Szókimondó asszonyság... Elise
- Friedrich Schiller: Ármány és szerelem... Millerné
- Marcel Achard: A bolond lány... Beaureversné
- Alekszej Dmitrijevics Szimukov: Hurrá, lányok!... Maroza
- Branislav Nušić: Dr. Pepike... Mara
- Ivan Sopov: Karnevál... Szlavka, Lipanov felesége
- Valentyin Petrovics Katajev: Bolond vasárnap... Vera Szigorina
- Pancso Pancsev: A négy süveg... Mesélő
- Grigorij Gorin – Arkagyij Arkanov: Világraszóló lakodalom... Eszter
- Mona Brand: Hamilton család... Hamiltonné
- Oscar Straus: Varázskeringő... Friderika, főkamarásnő
- Iszaak Oszipovics Dunajevszkij: Filmcsillag... Olga
- Dunajevszkij: Fehér akácok... Olga
- Dunajevszkij: Aranyvölgy... Kató, szakácsnő
- Hervé: Nebáncsvirág... Fejedelemasszony
- Schönthan testvérek – Kellér Dezső – Horváth Jenő – Szenes Iván: A szabin nők elrablása... Borbála
- Lehár Ferenc: Vándordiák... Borcsa néne
- Kacsóh Pongrác: János vitéz... A gonosz mostoha
- Kálmán Imre: Csárdáskirálynő... Cecília
- Kálmán Imre: Montmartre-i ibolya... Igazgatónő
- Szirmai Albert: Mézeskalács... Bábi, mézeskalácsos kofa
- Szirmai Albert – Bakonyi Károly – Gábor Andor: Mágnás Miska... Stefánia
- Örsi Ferenc: Kilóg a lóláb... Kocsis Péterné
- Török Tamás: Szeretve mind a vérpadig... Cinka Panna
- Dávid Rózsa: Könnyű a nőknek... Csikyné, akinek jó a szimata
- Dávid Rózsa: Albérlő a fürdőkádban... Özv. dr. Lantos Gyuláné, rongyelefántkitömő iparművésznő
- Sós György: Köznapi legenda... Áment Jánosné
- Sármándi Pál – Dénes Margit: Peti kalandjai... Boszorkány
- Vörösmarty Mihály: Csongor és Tünde... Mirigy; Ledér; Éj
- Kosztolányi Dezső: Édes Anna... Etel, Moviszterék cselédje
- Gárdonyi Géza: Egri csillagok... Margit
- Mikszáth Kálmán – Bondy Endre: A nagyerejű Mácsik... Jozefa
- Mikszáth Kálmán: Szent Péter esernyője... Adameczné
- Zelk Zoltán: Az ezernevű lány... Százéves fa
- Jékely Zoltán: Mátyás király juhásza... Juhász anyja
- Rudolf Trinne: Nem angyal a feleségem... Juli néni

## Filmek, tv
- Árnyék a havon (1992)